# Baza de Madagascar
El baza de Madagascar (Aviceda madagascariensis) és un ocell rapinyaire de la família dels accipítrids (Accipitridae). Habita zones de bosc i matoll a les terres baixes de Madagascar. El seu estat de conservació es considera de risc mínim.